# سنت جان، باربادوس
سنت جان، باربادوس (به لاتین: Saint John, Barbados) یک منطقهٔ مسکونی در باربادوس است.

## خصوصیات
سنت جان ۳۴ کیلومترمربع مساحت و ۸٬۹۶۳ نفر جمعیت دارد.